# Niccolò Constantini
Niccolò Constantini (zm. ok. 1482, prawdopodobnie w Vercelli) – włoski dominikanin i inkwizytor.

## Życiorys
Urodził się prawdopodobnie w pierwszej lub drugiej dekadzie XV wieku w Bielli. Wstąpił do zakonu dominikanów w konwencie San Paolo w Vercelli i pozostał z nim związany już do końca życia. W roku 1450 sprawował funkcję wikariusza inkwizycji w Vercelli i na prośbę władz tego miasta uczestniczył w tworzeniu regulacji dotyczących sposobu wybierania urzędników publicznych. W 1453 uzyskał stopień magistra teologii i został członkiem wydziału teologicznego Uniwersytetu w Turynie. W 1460 został mianowany inkwizytorem dla diecezji Vercelli, Como, Novary i Ivrei i sprawował ten urząd aż do śmierci. Sprawował także kilka innych funkcji w zakonie dominikańskim, np. był przeorem konwentu w Vercelli (w 1470 i 1474) oraz wikariuszem konwentów w Ivrei i Bielli (1478–1479).
Niccolò Constantini zmarł prawdopodobnie około roku 1482.

## Działalność inkwizytorska
Niccolò Constantini został zapamiętany w historiografii dominikańskiej jako wyjątkowo surowy inkwizytor. Informacje podane przez piszącego w roku 1586 Cipriano Ubertiego wskazują przy tym, że był on jednym z pierwszych w historii "łowców czarownic" na dużą skalę. Uberti twierdził, że w ciągu ponad 20 lat działalności Constantini skazał na śmierć ponad 300 domniemanych czarownic. Liczba ta, jakkolwiek nieudokumentowana, nie jest nieprawdopodobna, zważywszy na czas trwania jego urzędowania, wielkość podległego mu obszaru, a także na fakt, że Cipriano Uberti sam był inkwizytorem Vercelli i Ivrei i prawdopodobnie mógł korzystać z miejscowego archiwum inkwizycji, które nie zachowało się do czasów współczesnych. Pomimo zaginięcia tego archiwum, zachowało się kilka wzmianek dokumentacyjnych potwierdzających, że Constantini był bardzo gorliwym inkwizytorem. 
W 1463 prowadził śledztwo w Como, w wyniku którego wielu podejrzanych o czary skazano na śmierć lub wygnanie, co spowodowało opór miejscowych władz i społeczności. W skardze miejscowego podesty do księcia Mediolanu wskazano, że Constantini nie przestrzegał obowiązujących procedur, działał w sposób arbitralny i okrutny. Wydarzenia te znane są tylko z korespondencji między podestą Como a księciem Francesco Sforzą, która nie wyjaśnia, jaki był ich finał, w szczególności nie wiadomo, czy wyroki wydane przez inkwizytora faktycznie zostały wykonane.
Na początku 1470 Niccolò Constantini i jego wikariusz Giovanni Domenico da Cremona (późniejszy inkwizytor Pawii, Piacenzy i Cremony) prowadzili w miejscowości Salussola śledztwo przeciwko Giovannie Monduro, kobiecie oskarżanej przez swych krewnych o czary, którą ostatecznie uznali za "heretyczkę winną niezliczonych zbrodni" (w tym dzieciobójstwa) i skazali na śmierć. Wykonanie wyroku z nieznanych przyczyn odroczono o ponad rok, jednak ostatecznie kobieta została spalona na stosie w Miagliano 17 sierpnia 1471. Akta tego procesu zachowały się do dziś. Analiza protokołów wskazuje, że proces Giovanny Monduro nie był odosobnionym przypadkiem, lecz raczej stanowił część większego dochodzenia obejmującego tę okolicę.
W 1476 Niccolò Constantini prowadził dochodzenie w sprawie pewnej kobiety podejrzanej o uprawianie praktyk magicznych, jednak fakt ten znany jest jedynie z pisemnej reprymendy generała zakonu Leonardo Mansuetiego dla jednego z zakonników z konwentu w Vercelli, który naruszając uprawnienia Constantiniego udzielił tej kobiecie rozgrzeszenia. Być może Constaniniemu należy przypisać też egzekucję trzech kobiet (domniemanych czarownic) w Como między 1480 a 1482.